# Columbina passerina
Columbina passerina là một loài bồ câu nhiệt đới Tân thế giới. Chúng là một loài gia cầm từ Aruba, Bermuda, thông qua cực nam Hoa Kỳ, Mexico và vùng Caribbe, Nam Mỹ, và được phía nam tận miền bắc Brazil.
Loài này thường sinh sống bụi và xứ mở khác. Nó xây dựng một tổ thanh mỏng manh trên cây và đẻ hai trứng màu trắng. Nó vỗ cánh nhanh chóng và trực tiếp điển hình của chim bồ câu nói chung.

## Phụ loài
- Columbina passerina passerina
- Columbina passerina albivitta
- Columbina passerina antillarum
- Columbina passerina bahamensis
- Columbina passerina exigua
- Columbina passerina griseola
- Columbina passerina insularis
- Columbina passerina jamaicensis
- Columbina passerina nana
- Columbina passerina navassae
- Columbina passerina neglecta
- Columbina passerina nigrirostris
- Columbina passerina pallescens
- Columbina passerina parvula
- Columbina passerina portoricensis
- Columbina passerina quitensis
- Columbina passerina socorroensis
- Columbina passerina tortugensis
- Columbina passerina trochila
- Columbina passerina umbrina
- Columbina passerina volitans